# Edificio Bacardí

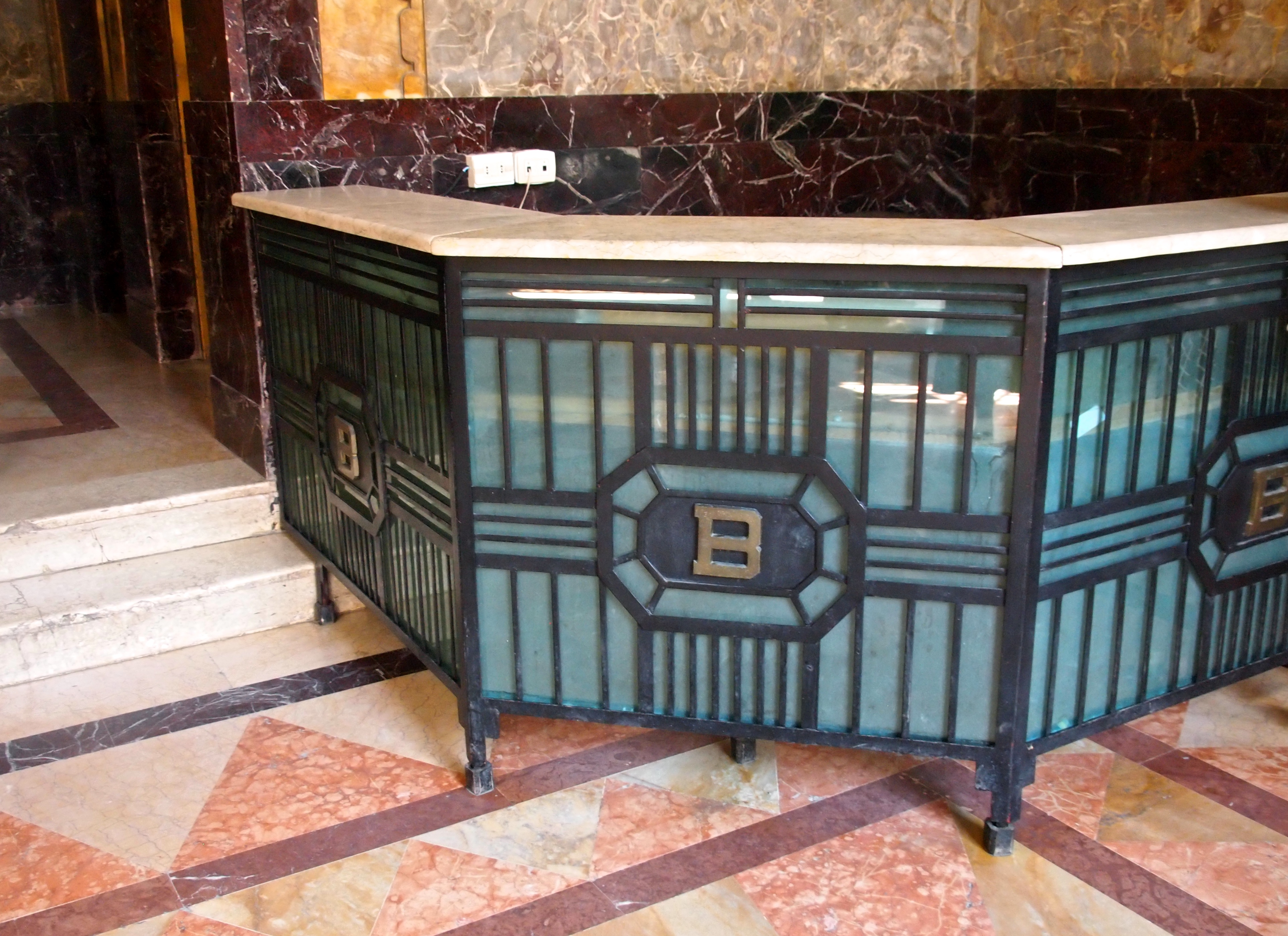
Biurko recepcyjne w budynku w stylu art-deco

Edificio Bacardí – budynek w Hawanie, w stylu art déco, zaprojektowany przez architektów: Rafael Fernándeza Ruenes, Estebana Rodríguez Castell i José Menéndeza dla koncernu Bacardí w 1929 roku. W chwili ukończenia był najwyższym budynkiem w mieście. Znajduje się w dzielnicy Stara Hawana, przy Avenida de Bélgica No. 261 pomiędzy Empedrado i San Juan de Dios. Dach wieńczy charakterystyczny nietoperz - symbol przedsiębiorstwa. Po wybuchu rewolucji i opuszczeniu Kuby przez rodzinę Bacardí budynek nadal pełnił funkcję biurową. W końcu lat 1990 został poddany renowacji. 